# Leo Mineiro
 Leonardo Cruz de Miranda (Juiz de Fora, 10 de março de 1982) é um voleibolista indoor brasileiro,  atuante na posição de  Ponta,que servindo a Seleção Brasileira conquistou a medalha de ouro na edição da Liga Mundial de 2009.Em clubes disputou a edição da Copa CEV 2009-10 alcançando a medalha de prata na Bélgica, também foi medalhista de ouro no Campeonato Sul-Americano de Clubes de 2011 no Brasil e semifinalista no Campeonato Mundial de Clubes no Qatar de 2011, também foi medalha de bronze no Campeonato Sul-Americano de Clubes de 2014 no Brasil.
Léo Mineiro apesar de natural de JUIZ DE FORA - MG, viveu sua infância e parte da juventude na cidade de Eugenópolis - MG.

## Carreira
Léo Mineiro começou a praticar voleibol em 1999 no Academia Méritus/Contagem , ingressou nas categorias de base deste e permaneceu até 2002.Representou a Seleção Mineira na conquista do segundo lugar no Campeonato  Brasileiro de Seleções na categoria juvenil, no ano de 2001 cuja sede foi na cidade de Blumenau-SC .
Em 2002 migra para o interior paulista para representar o São Caetano/Tamoyo  e representou a UCS na Superliga Brasileira A 2002-03, contribuindo com 145 pontos (125 de ataques, 14 de bloqueios e 6 de saques), mas a equipe encerrou na décima primeira colocação, ou seja, em último lugar.
Na jornada seguinte é contratado pelo Shopping Jaraguá/Náutico, quando registrou 114 pontos (101 de ataques, 8 de bloqueios e 5 de saques), encerrando em décimo lugar, ou seja,último lugar na Superliga Brasileira A 2003-04.Competiu pela UCS na jornada seguinte e pela Superliga Brasileira A 2002-03 registrou 145 pontos, sendo 125 pontos de ataques, 14 de bloqueios e 6 em saques e encerrou na décima primeira posição, ou seja, último lugar.
Transferiu-se na temporada 2003-04 para o Shopping Jaraguá/Náutico e disputou o Campeonato Paulista de 2003 e a correspondente Superliga Brasileira A,terminando por este clube na décima posição, última colocação marcando um total de 114 pontos, destes foram : 101 de ataques, 8 pontos de bloqueios e 5provenientes de saques.Na jornada seguinte atuou pelo Shopping ABC/São Caetano quando o representou no Campeonato Paulista de 2004,  e  também contribuiu com 219 pontos (196 de ataques, 19 de bloqueios e 4 de saques) na Superliga Brasileira A 2004-05 encerrando na nona colocação ao final desta edição.
Transferiu-se para o Cimed/Florianópolis  para jornada seguinte, sagrou-se vice-campeão do Campeonato Catarinense de 2005, conquistou  também  neste ano o ouro nos Joos Abertos de Santa Catarina e o vice-campeonato da Supercopa Mercosul(IV Copa Bento Gonçalves),  e na Superliga Brasileira A 2005-06 e conquistou o título  e destacou-se individualmente alcançando o segundo lugar no fundamento de recepção.
Defendeu  para a temporada 2006-07  a equipe Fátima/UCS encerrando na  sétima posição, e em 2006 foi vice-campeão gaúcho , bronze na  Copa Mercosul, e obteve o título dos Jogos Abertos do Rio Grande do Sul.
No calendário esportivo de 2007-08 reforçou a equipe do Sada/Betim,  na condição de capitão da equipe alcançou o terceiro lugar na Copa Brasil  de 2007 e disputou a Copa Mercosul , primeira competição internacional da história do clube  , avançou a semifinal  e finalizou na quarta posição. Ainda em 2007 conquistou o bronze no Campeonato Mineiro de 2007 ; obteve o  título da Copa Bento Gonçalves.
Pelo Sada/Betim  disputou  a correspondente Superliga Brasileira A 2007-08 encerrando na quinta colocação,sendo o Melhor Receptor da competição e terceiro atleta entre os melhores defensores.
Renovou com o Sada/Betim para temporada seguinte e neste ano conquistou os títulos do Campeonato Mineiro e da Copa Bento  e disputou a Superliga Brasileira A 2008-09 e conquistou o bronze da edição, novamente destacando-se na segunda posição no fundamento da recepção e sétimo no fundamento da defesa, sendo o nona entre os melhores atacantes e foi o quinto entre os maiores pontuadores.
Em 2009 realizou o sonho de representar a Seleção Brasileira, pois, foi convocado pela primeira vez pelo técnico Bernardo Rezende  para disputar a Liga Mundial e vestiu a camisa#9 e obteve a medalha de ouro.No ano de 2009 passou a atuar no voleibol russo e defendeu o  Iskra Odintsovo  e encerrou no sexto lugar da Liga A Russa;  representando esta equipe na edição da Copa CEV 2009-10 cuja final deu-se na cidade de Maaseik –Bélgica conquistando a medalha de prata vestindo a camisa#15.
Repatriado pelo Sada Cruzeiro conquistou  o título do Campeonato Mineiro de 2010 e neste ano foi campeão do Torneio Internacional UC Irvine  nos Estados Unidos e disputou a final da Superliga Brasileira A 2010-11 concluindo com o vice-campeonato nesta.Rompeu o contrato com o Sada Cruzeiro, efetuou o pagamento da multa e foi contratado no período esportivo posterior pelo Sesi/SP  e por este disputou o Campeonato Sul-Americano de Clubes de 2011, este realizado em São Paulo, alcançando a medalha de ouro e a vaga para o Campeonato Mundial de Clubes em Doha-Qatar, e nesta edição esteve na equipe que disputou, vestiu a camisa#4 e foi semifinalista, alcançando ao final a quarta colocação.
Ainda pelo Sesi-SP conquistou em 2011 os títulos da Copa São Paulo, do Campeonato Paulista e encerrou  na quinta posição, sendo novamente o Melhor Receptor da competição.Renovou contrato por mais uma temporada e disputou competições na jornada 2012-13, entre estas se sagrou bicampeão da Copa São Paulo de 2012 de forma consecutiva, também bicampeão de forma consecutiva  do Campeonato Paulista em 2012 e foi bronze na edição da Superliga Brasileira A 2012-13.
Na temporada 2013-14 assina contrato com o Vivo Minas  e conquistou o vice-campeonato mineiro e avança as semifinais da Superliga Brasileira A referente a este período, encerrando na quarta colocação.
Ainda em 2014 disputou e alcançou  pelo Vivo/Minas  o sétimo lugar na Copa Brasil de 2014 em Maringá-Paraná e no mesmo ano disputou o Campeonato Sul-Americano de Clubes disputado em Belo Horizonte e conquistou a medalha de bronze na edição.Voltou a atuar fora do voleibol brasileiro, desta vez transferiu-se para o voleibol frances, sendo contratado pelo ASUL Lyon Volley para as competições de 2014-15.

## Títulos e Resultados
- 2014- 7º Lugar da Copa Brasil[44]
- 2013-14– 4º lugar da Superliga Brasileira A [2]
- 2012-13– 3º lugar da Superliga Brasileira A [2]
- 2012-Campeão da Campeonato Paulista[41]
- 2012-Campeão da Copa São Paulo [40]
- 2011-Campeão da Campeonato Paulista[38]
- 2011-Campeão da Copa São Paulo [37]
- 2011-4º lugar do Campeonato Mundial de Clubes (Doha,  Catar)[36]
- 2010-11– Vice-campeão da Superliga Brasileira A [2]
- 2010– Campeão do Torneio Internacional nos Estados Unidos[2]
- 2010– Campeão do Campeonato Mineiro [2]
- 2009-10- 6º lugar da Liga A Russa [30]
- 2008-09- 3º lugar da Superliga Brasileira A[23]
- 2008-Campeão do Campeonato Mineiro [2]
- 2008-Campeão da Copa Bento Gonçalves [2]
- 2007-08-5º lugar da Superliga Brasileira A[5]
- 2007-3º Lugar da Campeonato Mineiro[17]
- 2007-Campeão da Copa Bento[18]
- 2007-4º Lugar da Copa Mercosul[16]
- 2007-3º Lugar da Copa Brasil[14]
- 2006-07- 7º lugar da Superliga Brasileira A[5]
- 2006- Vice-campeão do Campeonato Gaúcho[2][11]
- 2006-3º lugar da Copa Mercosul de Clubes[11]
- 2006- Campeão dos  Jogos Abertos do Interior do Rio Grande do Sul [11]
- 2005-06- Campeão da Superliga Brasileira A[5]
- 2005-Vice-campeão da Supercopa Mercosul[8]
- 2005-Campeão dos Jasc
- 2005- Vice-campeão do Campeonato Catarinense[7]
- 2004-05-9º lugar da Superliga Brasileira A[5]
- 2003-04- 10º Lugar da Superliga Brasileira A[5]
- 2002-03- 11º Lugar da Superliga Brasileira A[5]
- 2001-Vice-campeão do Campeonato Brasileiro de Seleções Juvenil[3]

## Premiações Individuais
- Melhor Receptor da Superliga Brasileira A de 2011-12[2][39]
- 2º Melhor Receptor da Superliga Brasileira A de 2008-09[2][24]
- 5º Maior Pontuador da Superliga Brasileira A de 2008-09[26]
- Melhor Receptor da Superliga Brasileira A de 2007-08[2][21]
- 3º Melhor Defensor da Superliga Brasileira A de 2007-08[2][21]
- 2º Melhor Receptor da Superliga Brasileira A de 2005-06[2]

## Ligações Externas
- Profile Leonardo Cruz (en)
- Profile Leonardo Cruz de Miranda (en)